# 大鬚纖巨口魚
大鬚纖巨口魚（学名：Leptostomias macropogon）为輻鰭魚綱巨口鱼目巨口鱼科的其中一種。分布於東南大西洋海域，為深海魚類。

## 扩展阅读
維基物種上的相關：大鬚纖巨口魚